# La Vie d'un tatoué
Pour plus de détails, voir Fiche technique et Distribution.
La Vie d'un tatoué (刺青一代, Irezumi ichidai) est un film japonais réalisé par Seijun Suzuki, sorti en 1965.

## Synopsis
À la fin des années 1920, deux frères yakuza tentent d'échapper à leur condition criminelle en se réfugiant dans une communauté ouvrière. Mais leur passé ne va pas tarder à les rattraper sous la forme d'un policier en chaussures rouges. Lorsque le plus jeune frère est tué, l'aîné décide de le venger au cours d'une vendetta particulièrement sanglante.

## Fiche technique
- Titre : La Vie d'un tatoué
- Titre original : 刺青一代 (Irezumi ichidai?)[1]
- Titre anglais : Life of a Tattooed Man
- Réalisation : Seijun Suzuki
- Scénario : Kei Hattori (ja) et Kin'ya Naoi
- Musique : Masayoshi Ikeda
- Photographie : Kuratarō Takamura
- Décors : Takeo Kimura
- Production : Masayuki Takagi
- Société de production : Nikkatsu
- Pays de production :  Japon
- Langue originale : japonais
- Format : couleur - 2,35:1 - son mono - 35 mm
- Genre : drame et yakuza eiga
- Durée : 87 minutes (métrage : huit bobines - 2 369 m)[1]
- Dates de sortie :
  - Japon : 13 novembre 1965[2]
  - France : 13 juillet 1994[3]

## Distribution
- Hideki Takahashi : Tetsutarō  Murakami
- Akira Yamanouchi : Yuzō Kinoshita
- Hiroko Itō : Masayo Kinoshita
- Masako Izumi : Midori Kinoshita
- Kayo Matsuo : Oyuki
- Kaku Takashina :
- Hōsei  Komatsu : Senkichi Yamano
- Yuji Odaka : Osamu Ezaki
- Michio Hino : Tokuhei